# Juan Diez de Andino
Juan Diez de Andino fue gobernador de la Provincia del Paraguay entre 1662 a 1671, y después entre 1681 y 1684. Entre 1678 y 1681 fue gobernador del Tucumán. Resultó vencedor en combates contra los guaicurúes y payaguaes, y acudió a la defensa de Buenos Aires contra los ataques de corsarios franceses. Luego retornó a Asunción donde murió en agosto de 1684.

## Biografía
Su padre Martín Diez de Andino era oriundo de Navarra y su madre Ana Alonso de Quintano, de Burgos Juan Diez de Andino fue un militar nacido en Barruelo (Burgos), que actuó en la guerra contra Portugal, donde llegó a ser sargento mayor y administrador militar.
Fue designado en 1663 gobernador de la provincia del Paraguay, hasta que el virrey del Perú, Baltasar de la Cueva y Enríquez de Cabrera, conde de Castellar, lo eligió para gobernar el Tucumán. Diez de Andino tenía adjudicada la gobernación del Paraguay, mientras que la del Tucumán era para Diego Morquecho. Ocurrió que este último falleció, y como el virrey del Perú quiso aprovechar los servicios de Diez de Andino, dispuso que asumiera interinamente el cargo en el Tucumán en 1678.
El 27 de junio de 1681 asumió nuevamente la gobernación del Paraguay, donde falleció en 1684. Su esposa fue Ana Barbosa y Escobar nacida en Asunción.

## Gobierno del Tucumán (1678-1681)
La llegada del nuevo gobernador interino fue muy bien recibida por los vecinos de toda la gobernación, en quien ponían muchas esperanzas. Tanto que todos sus Cabildos solicitaron al rey que lo confirmara en el cargo en propiedad.
Diez de Andino organizó una entrada general contra los mocovíes y guaycurúes, logrando proteger y asegurar el camino al Perú. El gobernador recorrió toda la provincia para organizar su defensa contra los bárbaros del Chaco y para poder examinar la condición de los naturales y el tratamiento que le conferían los encomenderos.
En 1679 el gobernador le comunicó al rey la resolución de trasladar la ciudad de San Miguel de Tucumán al paraje llamado "La Toma", distante a 12 leguas del lugar de emplazamiento actual, y las causas que motivaron esta decisión. La ciudad estaba en ruinas a causa de las crecidas del río y por la actitud hostil de los mocovíes.
El gobernador también puso en conocimiento del monarca los problemas del paludismo y del bocio en la región.
Diez de Andino promovió misiones en el Chaco y terminó su mandato en enero de 1681.